# Ekwador na Mistrzostwach Świata w Lekkoatletyce 2009
Ekwador na Mistrzostwach Świata w Lekkoatletyce 2009 – reprezentacja Ekwadoru podczas czempionatu w Berlinie liczyła 10 zawodników. Nie zdobyła żadnego medalu.

## Występy reprezentantów Ekwadoru

### Mężczyźni
| Konkurencja    | Zawodnik            | Eliminacje | Eliminacje | Ćwierćfinał   | Ćwierćfinał   | Półfinał      | Półfinał      | Finał         | Finał         |
| Konkurencja    | Zawodnik            | Wynik      | Poz.       | Wynik         | Poz.          | Wynik         | Poz.          | Wynik         | Poz.          |
| -------------- | ------------------- | ---------- | ---------- | ------------- | ------------- | ------------- | ------------- | ------------- | ------------- |
| Bieg na 100 m  | Franklin Nazareno   | 10,71      | 62.        | Nie awansował | Nie awansował | Nie awansował | Nie awansował | Nie awansował | Nie awansował |
| Bieg na 200 m  | Franklin Nazareno   | 21,84      | 54.        | Nie awansował | Nie awansował | Nie awansował | Nie awansował | Nie awansował | Nie awansował |
| Bieg na 1500 m | Byron Piedra        | 3:49,60    | 45.        |               |               | Nie awansował | Nie awansował | Nie awansował | Nie awansował |
| Bieg na 5000 m | Byron Piedra        | NU         |            |               |               |               |               | Nie awansował | Nie awansował |
| Maraton        | Franklin Tenorio    |            |            |               |               |               |               | NU            |               |
| Chód na 20 km  | Rolando Saquipay    |            |            |               |               |               |               | 1:23:61 SB    | 23.           |
| Chód na 20 km  | Andrés Chocho       |            |            |               |               |               |               | 1:29:14       | 39.           |
| Chód na 20 km  | Mauricio Arteaga    |            |            |               |               |               |               | 1:32:25       | 44.           |
| Chód na 50 km  | Magno Mesías Zapata |            |            |               |               |               |               | 4:15:28       | 30.           |

| Konkurencja | Zawodnik   | Kwalifikacje | Kwalifikacje | Finał         | Finał         |
| Konkurencja | Zawodnik   | Wynik        | Poz.         | Wynik         | Poz.          |
| ----------- | ---------- | ------------ | ------------ | ------------- | ------------- |
| Skok w dal  | Hugo Chila | 7,54         | 39.          | Nie awansował | Nie awansował |
| Trójskok    | Hugo Chila | 16,70 NR     | 20.          | Nie awansował | Nie awansował |

### Kobiety
| Konkurencja   | Zawodniczka    | Finał   | Finał |
| Konkurencja   | Zawodniczka    | Wynik   | Poz.  |
| ------------- | -------------- | ------- | ----- |
| Maraton       | Sandra Ruales  | 2:50:36 | 57.   |
| Chód na 20 km | Johana Ordóñez | 1:42:27 | 33.   |